# Energiewirtschaftsmuseum Litauens

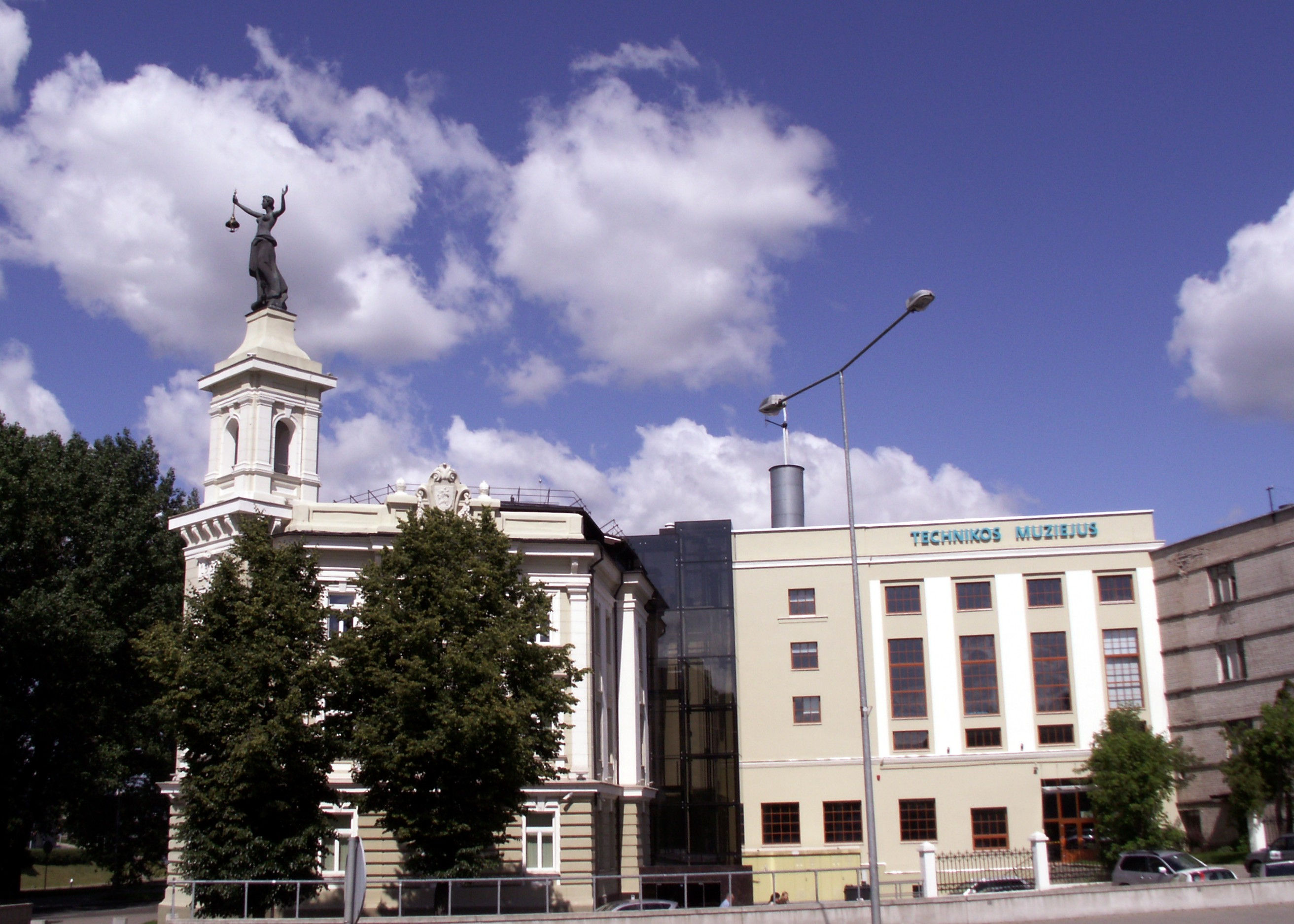
Museum

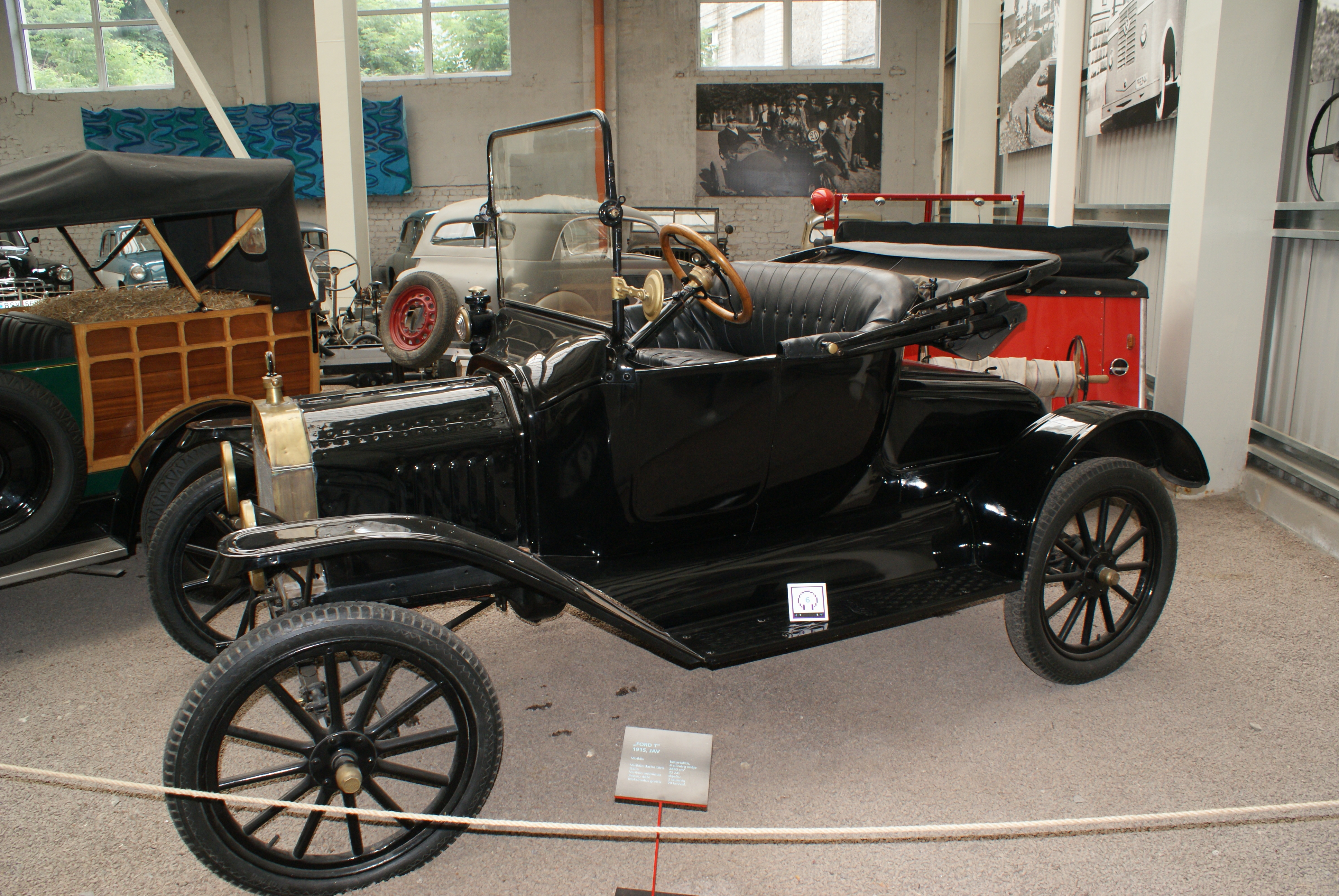
Ford Modell T im Museum

Das Energiewirtschaftsmuseum Litauens (lit. Lietuvos energetikos muziejus) ist ein Museum in der litauischen Hauptstadt Vilnius. Es befindet sich beim ehemaligen Kraftwerk Vilnius.

## Geschichte
Das Museum wurde 2002 als VšĮ Lietuvos energetikos muziejus von der Stadtgemeinde Vilnius, Verband Nacionalinė elektros energetikos asociacija (NEEA) und Lietuvos šilumos tiekėjų asociacija (LŠTA) errichtet. 2008 wurden die neuen technischen Expositionen eingerichtet.
Die Transportabteilung umfasste Autos und Motorräder. Sie wurde im März 2018 aufgelöst.

## Leitung
- 2003–2010: Vilius Šaduikis
- seit 2010: Rasa Augutytė